# Аруэйрас-ду-Итаин
Аруэйрас-ду-Итаин (порт. Aroeiras do Itaim) — муниципалитет в Бразилии, входит в штат Пиауи. Составная часть мезорегиона Юго-восток штата Пиауи. Входит в экономико-статистический микрорегион Пикус. Население составляет 2440 человек на 2010 год. Занимает площадь 257,162 км². Плотность населения — 9,49 чел./км².

## Демография
Согласно сведениям, собранным в ходе переписи 2010 г. Национальным институтом географии и статистики (IBGE), население муниципалитета составляет:
| Полное население                               | Полное население                               | Полное население                               | Полное население                               | 2440  |
| ---------------------------------------------- | ---------------------------------------------- | ---------------------------------------------- | ---------------------------------------------- | ----- |
| в том числе:                                   | Городское население                            | 238                                            | Процент городского населения, %                | 9,75  |
|                                                | Сельское население                             | 2202                                           | Процент сельского населения, %                 | 90,25 |
|                                                | Мужское население                              | 1273                                           | Процент мужского населения, %                  | 52,17 |
|                                                | Женское население                              | 1167                                           | Процент женского населения, %                  | 47,83 |
| Плотность населения, чел/км²                   | Плотность населения, чел/км²                   | Плотность населения, чел/км²                   | Плотность населения, чел/км²                   | 9,49  |
| Население муниципалитета в % к населению штата | Население муниципалитета в % к населению штата | Население муниципалитета в % к населению штата | Население муниципалитета в % к населению штата | 0,08  |

По данным оценки 2016 года, население муниципалитета составляет 2460 жителей.